# Lepidodexia weyrauchi
Lepidodexia weyrauchi är en tvåvingeart som beskrevs av Guilherme A.M.Lopes 1991. Lepidodexia weyrauchi ingår i släktet Lepidodexia och familjen köttflugor.
Artens utbredningsområde är Peru. Inga underarter finns listade i Catalogue of Life.